# 張同祿
張同祿（1942年2月18日—2022年12月16日），籍貫河北省曲陽縣人，著名景泰藍大師，被中國授予景泰藍領域的第一位「中國工藝美術大師」，素有「中國景泰藍第一人」稱譽。

## 生平
張同祿1942年出生在有「中國漢白玉雕刻之鄉」美譽的河北省曲陽縣，3歲跟随父親定居北京，從小就展現出對繪畫的熱情，青少年時代已在工藝美術領域嶄露頭角。1959年以優異成績考進「北京工藝美術學校」，畢業後進入「北京工藝美術廠」從事景泰藍的研究和創作，曾任副廠長和總工藝師，後來創業開設「百工坊」工藝品設計工作室，與李佩卿合創「祿穎藍」釉藝工藝品公司。張同禄16歲起從藝六十餘年，是一位能全面掌握景泰藍的創作設計、工藝技術和製作流程於一身的大師。

## 名器
張同祿於1988年被中國輕工部授予景泰藍領域的第一位「中國工藝美術大師」，2006在北京景泰藍被列入中國國家級非物質文化遺產中登錄為傳承人，2008年獲選為世界級「亞太手工藝大師」，獲國內國際多項獎座，素有「景泰藍一代宗師」、「中國景泰藍第一人」稱譽。

## 經典作品
2006年張同祿作品《座龍花薰》以1100萬人民幣成交，創當代景泰藍拍賣的最高價紀錄。而首次結合歐洲風格製作的景泰藍《吉祥計時儀》，於2008年入藏台北故宮博物院。在2009年專家對其「藝術成就評述」中，讚譽《鳥杯》是北京景泰藍的經典作品，《吉羊寶燈》、《华冠萬年燈》與《孔雀屏燈》堪稱是景泰藍綜合工藝品經典的作品。2012年張同祿70華誕時，由中國文化部中外首工美術館展出其歷屆創作並選出《鳥杯》等十大經典作品，而在張同錄「口述史」中提及最滿意和比較經典的也是《鳥杯》、《吉羊寶燈》、《孔雀屏燈》及《华冠萬年燈》等四件創作，其細腻繪風、造型複雜、技巧創新等工藝綜合，遠非傳統概念中的景泰藍可之比擬，為少數精通景泰藍創作藝術之人。

## 山寨版問題
就在張同祿極負盛名後，仿冒作品充斥市塲，山寨版問題一直困擾著他，2009年初他公開做出影視授權聲明，在國內只有他自己開設的「祿穎藍」釉藝工藝品公司、「百工坊」張同祿工藝品設計工作室，與台灣「凱信」國際行銷集團等三家，方獲有正式售取管道之授權。復於2012年5月1日再次發布書面授權聲明，並收回之前所有作品任何授權與影視授權，囑明從此不再具合法效用，而改由北京「祿展銘盛」文化發展公司為國、內外獨家擁有作品合法製銷授權之公司，以期杜絕山寨版文化，端正信譽。

## 書目
- 《中國工藝美術大師全集-張同祿卷》主編-王文章 編著-王穎 四川出版集團 四川美術出版社 2009年[2013-08-20]